# Paul Hastings Tower
Der Paul Hastings Tower ist ein 213 Meter hoher Wolkenkratzer im Central Business District von Los Angeles. Das Gebäude entstand nach Plänen des Architekten Albert C. Martin. Zusammen mit dem benachbarten City National Tower bilden die Zwillingstürme die City National Plaza, bis 2005 ARCO Plaza, und waren das erste große Geschäftszentrum in der Innenstadt von Los Angeles. Gemeinsam dominieren sie nach mehr als 40 Jahren noch die Skyline Los Angeles und sind mit jeweils einer Höhe von 213 m und 52 Stockwerken die zehnthöchsten Gebäude der Stadt.